# Wally's Rugby Louveira
O Wally's Rugby Louveira, ou simplesmente Wally's é um clube brasileiro de rugby da cidade de Louveira, interior do estado de São Paulo. O clube foi fundado em 2004 e desde então se mantém ativo. Atualmente consta apenas com a equipe masculina, mas já teve uma equipe feminina, infantil e juvenil. Onde todas as equipes participaram de campeonato, inclusive a equipe infantil, com um projeto voltado a prática de esporte infantil o qual foi patrocinado por um de deus patrocinadores.
Atualmente possui um dos únicos campos de tamanho oficial voltado apenas para Rugby no Brasil, o Wallys CT. Esse campo foi um grande feito para a equipe pois foi com a ajuda de seus jogadores e da comunidade local, que construíram e ergueram seu campo. 
Filiados à Confederação Brasileira de Rugby e à Federação Paulista de Rugby, é considerado uma das principais forças do interior de São Paulo.

## História
A origem do Wally's está ligada ao agrupamento de alguns jogadores de rugby que treinavam no time do Jequitibá Rugby Clube, de Campinas, no ano de 2004. Estes atletas se reuniam somente para praticarem o esporte sem nenhum tipo de compromisso. Este grupo começou a crescer e surgiu a ideia de se formar um clube. Assim sendo, surgiu o Rugby Jundiaí. 
Com a organização do clube, a equipe começou a disputar jogos amistosos e etapas do Campeonato Paulista de Rugby do Interior (CPI) a partir de 2005. No ano seguinte, o clube mudou de nome. O Wally's Rugby Jundiaí adotou este nome devido o uniforme utilizado pelos jogadores ser semelhante a roupa utilizada por Wally, personagem do livro infantil Onde Está o Wally?.
Ainda em 2006, o clube se filiou a  Liga Paulista de Rugby (LIPAR), disputou as etapas do CPI e ficou com a segunda colocação na classificação final. Em 2007, a equipe fortaleceu a sua estrutura, sediou uma das etapas do Paulista do Interior e novamente sagrou-se vice-campeã da competição. Já o ano de 2008 o clube venceu quatro etapas do Campeonato Paulista de Rugby do Interior e foi campeão pela primeira vez. Ainda no mesmo ano, a equipe disputou pela primeira vez uma competição nacional a Copa do Brasil de Rugby.
Em 2013, o time passa a disputou o Paulista B, com equipes da Região Metropolitana de São Paulo. Conseguiu 3° lugar na competição e ainda foi considerado o time com a melhor defesa do campeonato.  
Nesse mesmo ano, ao receber uma proposta de apoio da prefeitura da cidade de Louveira, a 9km de Jundiaí, a equipe do Wally's resolve mudar-se de cidade e passa a representar Louveira, agora sediando suas partidas no estádio municipal da cidade.
No ano de 2014, o time disputou o campeonato Paulista A, junto com a elite do Rugby paulista e também brasileiro. Com uma boa campanha, por ser uma iniciante, a equipe ficou com a 6ª posição. Porém, não conseguiu escapar do quadrangular que definiria quem iria cair para o Paulista B. Com duas derrotas seguidas a equipe acaba descendo de categoria e voltando para a série B. No meio deste mesmo ano começa um projeto de reestruturação do clube visando resultados a curto, médio e longo prazo. 
Em 2015 a equipe disputou a Copa São Paulo de Rugby ficando em 2º lugar e chegou até a semifinal da Taça Tupi, acabando como 3ª colocada na competição. Além disso, o clube começou a colher os primeiros resultados da reestruturação planejada em 2014. O município de Louveira apareceu no cenário nacional do Rugby, sediando a última etapa do Super Sevens Feminino e também a Copa Cultura Inglesa de Rugby. As categorias de base infantis e juvenis ganharam novos adeptos, enquanto o time feminino se firma como força do interior paulista no esporte.